# Лима
Ли́ма (исп. Lima) — город на тихоокеанском побережье Южной Америки, столица Республики Перу. Административный центр автономной провинции Лима региона Лима. Главный политический, экономический и культурный центр страны.
Основана испанскими колонистами в 1535 году. Впоследствии стала центром испанских колоний в Южной Америке, после провозглашения независимости Перу в 1821 году — столица Республики Перу. Исторический центр Лимы в 1988 году внесён в список Всемирного наследия ЮНЕСКО.

## Этимология
Город был заложен испанцами в 1535 году в день католического праздника трёх царей (Богоявление) на берегу реки Римак и первоначально был назван Сьюдад-де-лос-Рейес — «королевский город» (ciudad — «город», de — предлог, los reyes — «король и королева, королевская чета»). Однако вместо этого претенциозного названия укоренилось название от гидронима Римак, со временем перешедшее в Лима. Гидроним Римак, по некоторым оценкам, на языке индейцев кечуа означает «говорящий», «тот, кто говорит».

## История
В доколумбовы времена территорию нынешней Лимы населяли индейские племена ичма, занимавшиеся рыболовством и поливным земледелием. В XV веке они были включены в состав Империи инков.
18 января 1535 года испанский конкистадор Франсиско Писарро основал город Сьюдад-де-лос-Рейес, что в переводе с испанского означает «город королей». По сведениям историка Сьеса де Леона: «Так как губернатор дон Франсиско Писарро думал-таки соорудить это поселение, осмотрев долину Сангалья, и другие места на побережье, спускаясь однажды с несколькими испанцами там, где сейчас находится город, место ему показалось для этого пригодным, и что в ней были необходимые условия. И потому место было нанесено на чертёж, и был город сооружён в ровном поле этой долины, в двух малых лигах от моря». Однако среди местного населения ичма вместо этого названия укоренилось другое, данное городу по реке и ваке Римак и в долине Лима. Сама вака Римак представляла собой круглый камень. После завоевания и раздела земель испанцами этот камень находился в саду некоего Херонимо де Сильвы.
Из первой индейской хроники Перу — «Сообщения кипукамайоков», 1542 — известно, что первоначально Город Королей находился в другом месте:

Маркиз [Франсиско Писарро], после раздела земли сразу же уехал, чтобы закончить заселение Города Королей [Лимы], перенеся его из долины Хауха [Xauxa], где поначалу он был поставлен, и оставил в Куско заместителем-губернатором Эрнандо Писарро и Хуана Писарро, своих братьев, и других капитанов, и Гонсало Писарро с ними.— Хуан де Бетансос, кипукамайоки Кальапиньа, Супно и др. Сообщение о Происхождении и Правлении Инков
В 1536 году отряды инкских повстанцев под руководством Манко II осадили город, но испанцам удалось отбросить осаждающих, несмотря на многократное численное превосходство индейцев.
Когда в 1543 году Перу было провозглашено испанским вице-королевством, Лима стала центром испанского владычества в Южной Америке. Согласно переписи 1614 года, проведённой вице-королём Перу, маркизом Хуаном де Мендо́са-и-Луна в городе проживало 25 154 человека, из них: испанцев и креолов — 5257, испанок — 4359, негров-рабов — 4529, негритянок — 5857, мулатов и мулаток — 744, индейцев — 1116, индианок — 867, метисов и метисок — 192, монахов, монахинь и их обслуги — 2227.
Удобное географическое положение Лимы и её столичный статус способствовали расцвету города, ставшего главным торговым центром всей испанской Южной Америки. Богатство Лимы привлекало внимание враждебных Испании держав, а также множества пиратов. Для защиты города в 1684—1687 годах была сооружена грандиозная система оборонительных сооружений. Увы, сильнейшее землетрясение 1687 года в значительной мере разрушило как городские стены, так и сам город, став поворотным пунктом в истории Лимы. В последующие десятилетия город потерял своё торговое значение в пользу Буэнос-Айреса и Картахены. Не менее сильное землетрясение 1746 года вновь нанесло огромный ущерб городу, дав, вместе с тем, старт обширной реконструкции Лимы.
Опора городской экономики на торговлю с метрополией привела к тому, что элита Лимы выступала против набирающих популярность идей о независимости от Испанской империи. В сентябре 1820 года генерал Сан-Мартин высадился со своей армией в Перу, захватил Лиму и на следующий год, 28 июля 1821 года, провозгласил независимость государства Перу, а Лима получила статус столицы.
После 2-й Тихоокеанской войны Лима долгое время (с 1884 по 1929 г.) находилась в состоянии глубокого экономического кризиса. И только к 1930-м положение города стало стабилизироваться. Огромный ущерб городу нанесло землетрясение 1940 года. Однако в период политической нестабильности, продолжавшейся с середины 1940-х годов до начала 1990-х, в столице вновь отмечались массовая безработица и высокий уровень инфляции. Несмотря на все экономические проблемы, Лима стала центром притяжения сотен тысяч мигрантов из горных районов страны. Так, за период с 1940 по 1980 года население города выросло с 0,6 до 4,8 миллионов человек. Массовый наплыв бедных жителей горных областей привёл к образованию обширных районов трущоб вокруг города, эту проблему не удаётся преодолеть и поныне.
С 1993 года в экономике Перу наметился некоторый прогресс, к началу 1994 года экономика столицы и страны в целом начала быстро развиваться. В настоящее время экономико-политическую обстановку в Лиме можно охарактеризовать как стабильную.

## География и климат

### Географические сведения
Лима расположена на побережье Тихого океана, в долинах рек Римак, Чийон и Лурин, у подножья Анд. Исторический центр города находится примерно в 15 километрах от океана, на берегу Римака. Высота города колеблется от 0 (набережная океана) до 500 (трущобы на окружающих Лиму горах) метров над уровнем моря. Естественная растительность представлена главным образом редкими кустарниками и кактусами.
Город-порт Кальяо, окружённый с трёх сторон территорией Лимы и с запада — Тихим океаном, формально является отдельным населённым пунктом, но фактически давно слился с Лимой.

### Климат
Климат в Лиме весьма своеобразный — с высоким уровнем влажности, но с почти полным отсутствием осадков, несмотря на то, что город расположен на 12-м градусе южной широты и почти на уровне моря. Он определяется влиянием холодного океанического течения Гумбольдта, идущего из Антарктиды, близостью Анд и тропической широтностью.
Климат города тропический, без экстремальной жары и сильных похолоданий. Лето жаркое со средней температурой 23 °C, зима оптимальная со средней температурой в 16 °С. Среднегодовая температура составляет от 18,5 °C до 19 °C, при максимальной ежегодной летней около 29 °C. С декабря по апрель температуры держатся в диапазоне от 28 °C до 21 °C, с середины июня по сентябрь — в диапазоне от 19 °C до 12°С. Самая низкая зарегистрированная температура воздуха — 8,9°С. Весной (сентябрь-октябрь) и осенью (май) температура — от 23 °C до 17 °C. Относительная влажность воздуха очень высока (100 %), что ведёт к стойким туманам в июне и декабре.
Из-за почти постоянной низкой плотной облачности длительность солнечного сияния в Лиме составляет 1284 часа в год (в среднем 28,6 часа в июле и 179,1 часа в январе). Для широты, на которой расположен город, эти показатели исключительно низки.
- Среднегодовая температура: +19,5 °C.
- Абсолютный минимум температуры воздуха: +8,9 °C (15 июля 1986 года).
- Абсолютный максимум температуры воздуха: +33,3 °C (31 марта 1983 года).

| Показатель                                      | Янв. | Фев. | Март | Апр. | Май  | Июнь | Июль | Авг. | Сен. | Окт. | Нояб. | Дек. | Год  |
| ----------------------------------------------- | ---- | ---- | ---- | ---- | ---- | ---- | ---- | ---- | ---- | ---- | ----- | ---- | ---- |
| Абсолютный максимум, °C                         | 32,7 | 32,6 | 33,3 | 31,5 | 30   | 30   | 28,3 | 25,4 | 28   | 24,8 | 27,6  | 30,4 | 33,3 |
| Средний суточный максимум, °C                   | 26,3 | 27,3 | 26,8 | 24,6 | 22,1 | 20,1 | 19,4 | 19   | 19,5 | 20,5 | 22,2  | 24,5 | 22,7 |
| Средняя температура, °C                         | 22,6 | 23,3 | 22,8 | 20,9 | 18,9 | 17,7 | 17,1 | 16,7 | 16,9 | 17,6 | 18,9  | 21   | 19,5 |
| Средний суточный минимум, °C                    | 20,2 | 20,8 | 20,3 | 18,6 | 17   | 16,2 | 15,7 | 15,4 | 15,4 | 15,9 | 17,1  | 18,8 | 17,6 |
| Абсолютный минимум, °C                          | 15   | 15   | 14   | 11,1 | 11,1 | 10   | 8,9  | 10   | 12,5 | 11,1 | 11,1  | 12   | 8,9  |
| Норма осадков, мм                               | 0,3  | 0,6  | 0,8  | 1    | 0,3  | 0,8  | 0,7  | 1    | 0,8  | 0,3  | 0,2   | 0,4  | 8    |
| Температура воды, °C                            | 20   | 21   | 21   | 19   | 19   | 17   | 16   | 16   | 16   | 17   | 18    | 19   | 18   |
| Источник: Погода и Климат, Туристический портал |      |      |      |      |      |      |      |      |      |      |       |      |      |

## Галерея
- Собор Лимы
- площадь Пласа-де-Армас
- площадь Сан-Мартин
- Палаццо Архиепископа
- вход в монастырь Санто-Доминго
- аркады на Площади Майор
- Перуанцы

## Население
Численность жителей Лимы (с пригородами) — более 9 млн человек, что составляет примерно треть населения Перу. Город отличается крайне разнообразным этническим и расовым составом населения:
- белые — 40 %
- метисы — 44 %
- азиаты — 8 %
- индейцы — 5 %
- афро-латиноамериканцы — 3 %

Большая часть белых являются потомками (в порядке убывания численности) испанских, итальянских, немецких и хорватских переселенцев. Лима располагает крупнейшей по численности в Латинской Америке китайской общиной и второй (после Сан-Паулу) японской.
Благодаря столь разнообразному культурному наследию горожан Лиму часто называют «Кулинарная столица обеих Америк», здесь можно встретить рестораны почти всех кухонь мира.
Официальных языков два: испанский и кечуа. Верующие в основном католики. Уровень преступности довольно высок, как и во всех крупных латиноамериканских городах.

## Административное деление
Регион Лима-Метрополитана состоит из 7 округов, которые, в свою очередь, делятся на 49 районов:
| №  | Район                                                   | Население чел. (2007) | Площадь км² |
| -- | ------------------------------------------------------- | --------------------- | ----------- |
| 1  | Анкон (Ancón)                                           | 33 367                | 299,22      |
| 2  | Санта-Роса (Santa Rosa)                                 | 10 903                | 21,5        |
| 3  | Вентанилья (Ventanilla)                                 | 277 895               | 73,52       |
| 4  | Кальяо (Callao)                                         | 415 888               | 45,65       |
| 5  | Ла-Пунта (La Punta)                                     | 4 370                 | 0,75        |
| 6  | Кармен-де-Ла-Легуа-Рейносо (Carmen de La Legua-Reynoso) | 41 863                | 2,12        |
| 7  | Бельявиста (Bellavista)                                 | 75 163                | 4,56        |
| 8  | Ла-Перла (La Perla)                                     | 61 698                | 2,75        |
| 9  | Карабайльо (Carabayllo)                                 | 213 386               | 346,88      |
| 10 | Пуэнте-Пьедра (Puente Piedra)                           | 233 602               | 71,18       |
| 11 | Сан-Мартин-де-Поррес (San Martín de Porres)             | 579 561               | 36,91       |
| 12 | Лос-Оливос (Los Olivos)                                 | 318 140               | 18,25       |
| 13 | Комас (Comas)                                           | 486 977               | 48,75       |
| 14 | Индепенденсия (Independencia)                           | 207 647               | 14,56       |
| 15 | Сан-Хуан-де-Луриганчо (San Juan de Lurigancho)          | 898 443               | 131,25      |
| 16 | Лима (Lima)                                             | 299 493               | 21,88       |
| 17 | Бренья (Breña)                                          | 81 909                | 3,22        |
| 18 | Римак (Rímac)                                           | 176 169               | 11,87       |
| 19 | Эль-Агустино (El Agustino)                              | 180 262               | 12,54       |
| 20 | Сан-Мигель (San Miguel)                                 | 129 107               | 10,72       |
| 21 | Пуэбло-Либре (Pueblo Libre)                             | 74 164                | 4,38        |
| 22 | Хесус-Мария (Jesús María)                               | 66 171                | 4,57        |
| 23 | Магдалена-дель-Мар (Magdalena del Mar)                  | 50 764                | 3,61        |
| 24 | Линсе (Lince)                                           | 55 242                | 3,03        |
| 25 | Ла-Виктория (La Victoria)                               | 192 724               | 8,74        |

| №  | Район                                              | Население чел. (2007) | Площадь км² |
| -- | -------------------------------------------------- | --------------------- | ----------- |
| 26 | Сан-Луис (San Luis)                                | 54 634                | 3,49        |
| 27 | Сан-Исидро (San Isidro)                            | 58 056                | 11,1        |
| 28 | Мирафлорес (Miraflores)                            | 85 065                | 9,62        |
| 29 | Суркильо (Surquillo)                               | 89 283                | 3,46        |
| 30 | Барранко (Barranco)                                | 33 903                | 3,33        |
| 31 | Сан-Борха (San Borja)                              | 105 076               | 9,96        |
| 32 | Сантьяго-де-Сурко (Santiago de Surco)              | 289 597               | 34,75       |
| 33 | Чоррильос (Chorrillos)                             | 286 977               | 38,94       |
| 34 | Санта-Анита (Santa Anita)                          | 184 614               | 10,69       |
| 35 | Ате (Ate)                                          | 478 278               | 77,72       |
| 36 | Ла-Молина (La Molina)                              | 132 498               | 65,75       |
| 37 | Луриганчо-Чосика (Lurigancho-Chosica)              | 169 359               | 236,47      |
| 38 | Чаклакайо (Chaclacayo)                             | 7 686                 | 39,5        |
| 39 | Сьенегилья (Cieneguilla)                           | 26 725                | 240,33      |
| 40 | Пачакамас (Pachacámac)                             | 68 441                | 160,23      |
| 41 | Сан-Хуан-де-Мирафлорес (San Juan de Miraflores)    | 362 643               | 23,98       |
| 42 | Вилья-Мария-дель-Триунфо (Villa María del Triunfo) | 381 790               | 70,57       |
| 43 | Вилья-Эль-Сальвадор (Villa El Salvador)            | 378 470               | 35,46       |
| 44 | Лурин (Lurín)                                      | 62 940                | 181,12      |
| 45 | Пунта-Эрмоса (Punta Hermosa)                       | 5 762                 | 119,5       |
| 46 | Пунта-Негра (Punta Negra)                          | 5 284                 | 130,5       |
| 47 | Сан-Бартоло (San Bartolo)                          | 6 412                 | 45,01       |
| 48 | Санта-Мария-дель-Мар (Santa María del Mar)         | 161                   | 9,81        |
| 49 | Пукусана (Pucusana)                                | 10 633                | 37,83       |

| №  | Район                                                   | Население чел. (2007) | Площадь км² |
| -- | ------------------------------------------------------- | --------------------- | ----------- |
| 1  | Анкон (Ancón)                                           | 33 367                | 299,22      |
| 2  | Санта-Роса (Santa Rosa)                                 | 10 903                | 21,5        |
| 3  | Вентанилья (Ventanilla)                                 | 277 895               | 73,52       |
| 4  | Кальяо (Callao)                                         | 415 888               | 45,65       |
| 5  | Ла-Пунта (La Punta)                                     | 4 370                 | 0,75        |
| 6  | Кармен-де-Ла-Легуа-Рейносо (Carmen de La Legua-Reynoso) | 41 863                | 2,12        |
| 7  | Бельявиста (Bellavista)                                 | 75 163                | 4,56        |
| 8  | Ла-Перла (La Perla)                                     | 61 698                | 2,75        |
| 9  | Карабайльо (Carabayllo)                                 | 213 386               | 346,88      |
| 10 | Пуэнте-Пьедра (Puente Piedra)                           | 233 602               | 71,18       |
| 11 | Сан-Мартин-де-Поррес (San Martín de Porres)             | 579 561               | 36,91       |
| 12 | Лос-Оливос (Los Olivos)                                 | 318 140               | 18,25       |
| 13 | Комас (Comas)                                           | 486 977               | 48,75       |
| 14 | Индепенденсия (Independencia)                           | 207 647               | 14,56       |
| 15 | Сан-Хуан-де-Луриганчо (San Juan de Lurigancho)          | 898 443               | 131,25      |
| 16 | Лима (Lima)                                             | 299 493               | 21,88       |
| 17 | Бренья (Breña)                                          | 81 909                | 3,22        |
| 18 | Римак (Rímac)                                           | 176 169               | 11,87       |
| 19 | Эль-Агустино (El Agustino)                              | 180 262               | 12,54       |
| 20 | Сан-Мигель (San Miguel)                                 | 129 107               | 10,72       |
| 21 | Пуэбло-Либре (Pueblo Libre)                             | 74 164                | 4,38        |
| 22 | Хесус-Мария (Jesús María)                               | 66 171                | 4,57        |
| 23 | Магдалена-дель-Мар (Magdalena del Mar)                  | 50 764                | 3,61        |
| 24 | Линсе (Lince)                                           | 55 242                | 3,03        |
| 25 | Ла-Виктория (La Victoria)                               | 192 724               | 8,74        |

| №  | Район                                              | Население чел. (2007) | Площадь км² |
| -- | -------------------------------------------------- | --------------------- | ----------- |
| 26 | Сан-Луис (San Luis)                                | 54 634                | 3,49        |
| 27 | Сан-Исидро (San Isidro)                            | 58 056                | 11,1        |
| 28 | Мирафлорес (Miraflores)                            | 85 065                | 9,62        |
| 29 | Суркильо (Surquillo)                               | 89 283                | 3,46        |
| 30 | Барранко (Barranco)                                | 33 903                | 3,33        |
| 31 | Сан-Борха (San Borja)                              | 105 076               | 9,96        |
| 32 | Сантьяго-де-Сурко (Santiago de Surco)              | 289 597               | 34,75       |
| 33 | Чоррильос (Chorrillos)                             | 286 977               | 38,94       |
| 34 | Санта-Анита (Santa Anita)                          | 184 614               | 10,69       |
| 35 | Ате (Ate)                                          | 478 278               | 77,72       |
| 36 | Ла-Молина (La Molina)                              | 132 498               | 65,75       |
| 37 | Луриганчо-Чосика (Lurigancho-Chosica)              | 169 359               | 236,47      |
| 38 | Чаклакайо (Chaclacayo)                             | 7 686                 | 39,5        |
| 39 | Сьенегилья (Cieneguilla)                           | 26 725                | 240,33      |
| 40 | Пачакамас (Pachacámac)                             | 68 441                | 160,23      |
| 41 | Сан-Хуан-де-Мирафлорес (San Juan de Miraflores)    | 362 643               | 23,98       |
| 42 | Вилья-Мария-дель-Триунфо (Villa María del Triunfo) | 381 790               | 70,57       |
| 43 | Вилья-Эль-Сальвадор (Villa El Salvador)            | 378 470               | 35,46       |
| 44 | Лурин (Lurín)                                      | 62 940                | 181,12      |
| 45 | Пунта-Эрмоса (Punta Hermosa)                       | 5 762                 | 119,5       |
| 46 | Пунта-Негра (Punta Negra)                          | 5 284                 | 130,5       |
| 47 | Сан-Бартоло (San Bartolo)                          | 6 412                 | 45,01       |
| 48 | Санта-Мария-дель-Мар (Santa María del Mar)         | 161                   | 9,81        |
| 49 | Пукусана (Pucusana)                                | 10 633                | 37,83       |

| №  | Район                                                   | Население чел. (2007) | Площадь км² |
| -- | ------------------------------------------------------- | --------------------- | ----------- |
| 1  | Анкон (Ancón)                                           | 33 367                | 299,22      |
| 2  | Санта-Роса (Santa Rosa)                                 | 10 903                | 21,5        |
| 3  | Вентанилья (Ventanilla)                                 | 277 895               | 73,52       |
| 4  | Кальяо (Callao)                                         | 415 888               | 45,65       |
| 5  | Ла-Пунта (La Punta)                                     | 4 370                 | 0,75        |
| 6  | Кармен-де-Ла-Легуа-Рейносо (Carmen de La Legua-Reynoso) | 41 863                | 2,12        |
| 7  | Бельявиста (Bellavista)                                 | 75 163                | 4,56        |
| 8  | Ла-Перла (La Perla)                                     | 61 698                | 2,75        |
| 9  | Карабайльо (Carabayllo)                                 | 213 386               | 346,88      |
| 10 | Пуэнте-Пьедра (Puente Piedra)                           | 233 602               | 71,18       |
| 11 | Сан-Мартин-де-Поррес (San Martín de Porres)             | 579 561               | 36,91       |
| 12 | Лос-Оливос (Los Olivos)                                 | 318 140               | 18,25       |
| 13 | Комас (Comas)                                           | 486 977               | 48,75       |
| 14 | Индепенденсия (Independencia)                           | 207 647               | 14,56       |
| 15 | Сан-Хуан-де-Луриганчо (San Juan de Lurigancho)          | 898 443               | 131,25      |
| 16 | Лима (Lima)                                             | 299 493               | 21,88       |
| 17 | Бренья (Breña)                                          | 81 909                | 3,22        |
| 18 | Римак (Rímac)                                           | 176 169               | 11,87       |
| 19 | Эль-Агустино (El Agustino)                              | 180 262               | 12,54       |
| 20 | Сан-Мигель (San Miguel)                                 | 129 107               | 10,72       |
| 21 | Пуэбло-Либре (Pueblo Libre)                             | 74 164                | 4,38        |
| 22 | Хесус-Мария (Jesús María)                               | 66 171                | 4,57        |
| 23 | Магдалена-дель-Мар (Magdalena del Mar)                  | 50 764                | 3,61        |
| 24 | Линсе (Lince)                                           | 55 242                | 3,03        |
| 25 | Ла-Виктория (La Victoria)                               | 192 724               | 8,74        |

| №  | Район                                              | Население чел. (2007) | Площадь км² |
| -- | -------------------------------------------------- | --------------------- | ----------- |
| 26 | Сан-Луис (San Luis)                                | 54 634                | 3,49        |
| 27 | Сан-Исидро (San Isidro)                            | 58 056                | 11,1        |
| 28 | Мирафлорес (Miraflores)                            | 85 065                | 9,62        |
| 29 | Суркильо (Surquillo)                               | 89 283                | 3,46        |
| 30 | Барранко (Barranco)                                | 33 903                | 3,33        |
| 31 | Сан-Борха (San Borja)                              | 105 076               | 9,96        |
| 32 | Сантьяго-де-Сурко (Santiago de Surco)              | 289 597               | 34,75       |
| 33 | Чоррильос (Chorrillos)                             | 286 977               | 38,94       |
| 34 | Санта-Анита (Santa Anita)                          | 184 614               | 10,69       |
| 35 | Ате (Ate)                                          | 478 278               | 77,72       |
| 36 | Ла-Молина (La Molina)                              | 132 498               | 65,75       |
| 37 | Луриганчо-Чосика (Lurigancho-Chosica)              | 169 359               | 236,47      |
| 38 | Чаклакайо (Chaclacayo)                             | 7 686                 | 39,5        |
| 39 | Сьенегилья (Cieneguilla)                           | 26 725                | 240,33      |
| 40 | Пачакамас (Pachacámac)                             | 68 441                | 160,23      |
| 41 | Сан-Хуан-де-Мирафлорес (San Juan de Miraflores)    | 362 643               | 23,98       |
| 42 | Вилья-Мария-дель-Триунфо (Villa María del Triunfo) | 381 790               | 70,57       |
| 43 | Вилья-Эль-Сальвадор (Villa El Salvador)            | 378 470               | 35,46       |
| 44 | Лурин (Lurín)                                      | 62 940                | 181,12      |
| 45 | Пунта-Эрмоса (Punta Hermosa)                       | 5 762                 | 119,5       |
| 46 | Пунта-Негра (Punta Negra)                          | 5 284                 | 130,5       |
| 47 | Сан-Бартоло (San Bartolo)                          | 6 412                 | 45,01       |
| 48 | Санта-Мария-дель-Мар (Santa María del Mar)         | 161                   | 9,81        |
| 49 | Пукусана (Pucusana)                                | 10 633                | 37,83       |

| №  | Район                                                   | Население чел. (2007) | Площадь км² |
| -- | ------------------------------------------------------- | --------------------- | ----------- |
| 1  | Анкон (Ancón)                                           | 33 367                | 299,22      |
| 2  | Санта-Роса (Santa Rosa)                                 | 10 903                | 21,5        |
| 3  | Вентанилья (Ventanilla)                                 | 277 895               | 73,52       |
| 4  | Кальяо (Callao)                                         | 415 888               | 45,65       |
| 5  | Ла-Пунта (La Punta)                                     | 4 370                 | 0,75        |
| 6  | Кармен-де-Ла-Легуа-Рейносо (Carmen de La Legua-Reynoso) | 41 863                | 2,12        |
| 7  | Бельявиста (Bellavista)                                 | 75 163                | 4,56        |
| 8  | Ла-Перла (La Perla)                                     | 61 698                | 2,75        |
| 9  | Карабайльо (Carabayllo)                                 | 213 386               | 346,88      |
| 10 | Пуэнте-Пьедра (Puente Piedra)                           | 233 602               | 71,18       |
| 11 | Сан-Мартин-де-Поррес (San Martín de Porres)             | 579 561               | 36,91       |
| 12 | Лос-Оливос (Los Olivos)                                 | 318 140               | 18,25       |
| 13 | Комас (Comas)                                           | 486 977               | 48,75       |
| 14 | Индепенденсия (Independencia)                           | 207 647               | 14,56       |
| 15 | Сан-Хуан-де-Луриганчо (San Juan de Lurigancho)          | 898 443               | 131,25      |
| 16 | Лима (Lima)                                             | 299 493               | 21,88       |
| 17 | Бренья (Breña)                                          | 81 909                | 3,22        |
| 18 | Римак (Rímac)                                           | 176 169               | 11,87       |
| 19 | Эль-Агустино (El Agustino)                              | 180 262               | 12,54       |
| 20 | Сан-Мигель (San Miguel)                                 | 129 107               | 10,72       |
| 21 | Пуэбло-Либре (Pueblo Libre)                             | 74 164                | 4,38        |
| 22 | Хесус-Мария (Jesús María)                               | 66 171                | 4,57        |
| 23 | Магдалена-дель-Мар (Magdalena del Mar)                  | 50 764                | 3,61        |
| 24 | Линсе (Lince)                                           | 55 242                | 3,03        |
| 25 | Ла-Виктория (La Victoria)                               | 192 724               | 8,74        |

| №  | Район                                              | Население чел. (2007) | Площадь км² |
| -- | -------------------------------------------------- | --------------------- | ----------- |
| 26 | Сан-Луис (San Luis)                                | 54 634                | 3,49        |
| 27 | Сан-Исидро (San Isidro)                            | 58 056                | 11,1        |
| 28 | Мирафлорес (Miraflores)                            | 85 065                | 9,62        |
| 29 | Суркильо (Surquillo)                               | 89 283                | 3,46        |
| 30 | Барранко (Barranco)                                | 33 903                | 3,33        |
| 31 | Сан-Борха (San Borja)                              | 105 076               | 9,96        |
| 32 | Сантьяго-де-Сурко (Santiago de Surco)              | 289 597               | 34,75       |
| 33 | Чоррильос (Chorrillos)                             | 286 977               | 38,94       |
| 34 | Санта-Анита (Santa Anita)                          | 184 614               | 10,69       |
| 35 | Ате (Ate)                                          | 478 278               | 77,72       |
| 36 | Ла-Молина (La Molina)                              | 132 498               | 65,75       |
| 37 | Луриганчо-Чосика (Lurigancho-Chosica)              | 169 359               | 236,47      |
| 38 | Чаклакайо (Chaclacayo)                             | 7 686                 | 39,5        |
| 39 | Сьенегилья (Cieneguilla)                           | 26 725                | 240,33      |
| 40 | Пачакамас (Pachacámac)                             | 68 441                | 160,23      |
| 41 | Сан-Хуан-де-Мирафлорес (San Juan de Miraflores)    | 362 643               | 23,98       |
| 42 | Вилья-Мария-дель-Триунфо (Villa María del Triunfo) | 381 790               | 70,57       |
| 43 | Вилья-Эль-Сальвадор (Villa El Salvador)            | 378 470               | 35,46       |
| 44 | Лурин (Lurín)                                      | 62 940                | 181,12      |
| 45 | Пунта-Эрмоса (Punta Hermosa)                       | 5 762                 | 119,5       |
| 46 | Пунта-Негра (Punta Negra)                          | 5 284                 | 130,5       |
| 47 | Сан-Бартоло (San Bartolo)                          | 6 412                 | 45,01       |
| 48 | Санта-Мария-дель-Мар (Santa María del Mar)         | 161                   | 9,81        |
| 49 | Пукусана (Pucusana)                                | 10 633                | 37,83       |

## Экономика
Лима является крупнейшим финансовым и промышленным центром Перу (город даёт более 2/3 ВВП страны) и одним из основных экономических центров Латинской Америки.
Благодаря дешёвой и квалифицированной рабочей силе, развитой инфраструктуре и доступу к дешёвому сырью в городе и окрестностях размещено свыше 7 000 промышленных предприятий, в основном текстильной, пищевой, нефтеперерабатывающей и химической промышленности.
Основные финансовые учреждения Лимы сосредоточены в районе Сан-Исидро и включают в себя такие банки, как Banco de Crédito del Perú, Interbank, Bank of the Nation, Banco Continental, MiBanco, Banco Interamericano de Finanzas, Banco Finaciero, Banco de Comercio, и Credit Scotia. В Лиме также размещена региональная штаб-квартира банка Standard Chartered.
Всё большую роль в городской экономике с каждым годом играет туризм. Большая часть из миллионов туристов, ежегодно посещающих страну, начинают своё знакомство с ней со столицы.

## Транспорт
Лиму обслуживает Международный аэропорт им. Хорхе Чавеса (IATA: LIM, ICAO: SPIM), расположенный в 11 километрах к северо-западу от исторического центра города, с пассажиропотоком 13,3 млн человек в год (2012), что является четвёртым показателем на континенте. Регулярные пассажирские рейсы выполняются в десятки городов Северной и Южной Америки, а также в Париж, Мадрид и Амстердам. В 2012 году Skytrax признал аэропорт Лимы лучшим в Южной Америке.
Через Лиму проходит Панамериканское шоссе. Также в городе начинается Центральное шоссе (исп. Carretera Central), соединяющее столицу с внутренними районами страны и заканчивающееся в Пукальпе у границы с Бразилией. Автобусный транспорт в Перу прекрасно развит, десятки компаний предлагают междугородние рейсы на комфортабельных двухэтажных автобусах.
Порт Лимы, расположенный в пригороде Кальяо, является крупнейшим в Южной Америке рыболовным портом и одним из крупнейших по грузообороту.
В Лиме начинается 535-километровая железная дорога Ferrocarril Central Andino, соединяющая центр горнодобывающего региона Серро-де-Паско с морским портом, вторая по высоте над уровнем моря в мире. Кроме доставки руды дорога используется также в туристических целях.
Система общественного транспорта Лимы отличается изрядной долей хаоса. В городе действует около 500 транспортных компаний, обслуживающих вдвое большее число автобусных маршрутов. В рамках наведения порядка в сфере транспорта городские власти в 2010 году открыли 33-километровый маршрут скоростных автобусов El Metropolitano, а в 2011 году начала работу первая ветка Лимского метрополитена (16 станций, 21 километр).
В 1928—1931 годах в городе также существовала троллейбусная система, которая была переделана в трамвайную, просуществовавшую до 50-х. Это был единственный известный в истории случай такого переформирования.

## Образование
- Национальный университет Сан-Маркос
- Национальный инженерный университет (Лима)
- Папский католический университет Перу

## Культура и достопримечательности
На культуру Лимы оказало огромное влияние индейское наследие Перу, а также древняя цивилизация инков, живших на перуанской земле до завоевания её испанцами. До возникновения империи инков, в 1 в. до н. э. — 7 в. н. э. на территории Лимы существовала Лимская культура.
Наследие высокоразвитой цивилизации инков можно видеть не только в многочисленных археологических памятниках и находках, которые хранятся в музеях Лимы, но и в современном народном творчестве жителей столицы Перу.

Здания колониального периода представляют собой смешение испанского и индейского стилей, сочетание которых перуанцы назвали креольским стилем. Помимо великолепных построек, возведённых под влиянием испанской и индейской культур, в Лиме есть несколько архитектурных сооружений, построенных в стиле мудехар, с ярко выраженным мавританским влиянием. Также в столице можно увидеть множество образцов современной архитектуры. 
Среди музеев Лимы следует отметить Национальный музей истории; Музей Республики, экспозиции которого относятся к колониальной эпохе и раннему периоду независимости; Национальный музей антропологии и археологии, где представлена богатая коллекция произведений искусства доколумбова периода; Музей вице-королевства, хранящий образцы мебели, одежды и живописи колониального периода; Естественноисторический музей «Хавьер Прадо»; Галерею современного перуанского искусства.
В стране практически ежегодно открываются новые ВУЗы, в частности в Лиме, помимо всемирно известного университета Сан-Маркос, есть ещё несколько высших учебных заведений.
Значительное собрание книг хранится в Национальной библиотеке и библиотеках университетов.
В столице находится Национальная консерватория и симфонический оркестр, созданный в 1938 году. В программе оркестра преобладают произведения композиторов Перу: Андреса Саса Оршассаля, Карлоса Санчеса Малаги, Армандо Геваро Очаро и других.
С середины XVI века важное место в культурной жизни Лимы занимает театр. В 1548 году на площади Сан-Педро состоялось первое светское театральное представление. В настоящее время самым известным театром страны является Муниципальный театр в Лиме, помещение которого также используется в качестве концертного зала.
Среди крупнейших газет, выходящих в Лиме, особой популярностью пользуется газета «Комерсио», основанная в 1839 году, а также «Эспрессо», «Республика» и официальное правительственное издание «Перуано».

## Города-побратимы
- Лос-Анджелес (англ. Los Angeles), США
- Майами (англ. Miami), США
- Кливленд (англ. Cleveland), США
- Остин (англ. Austin, Texas), США
- Киев (укр. Київ), Украина
- Акхисар (тур. Akhisar), Турция
- Каир (араб. القاهرة‎), Египет
- Монреаль (фр. Montréal), Канада
- Тегусигальпа (исп. Tegucigalpa), Гондурас
- Пекин (кит. 北京), Китай
- Чебоксары, Россия
- Богота (исп. Bogotá), Колумбия

## Памятники
- Памятник севиче — национальному перуанскому блюду на основе свежей рыбы, маринованной в соке лайма — открыт в 2013 году[11].